# Antonín Kratochvil
Antonín Kratochvil (31. srpna 1924, Brno – 11. prosince 2004, Mnichov) byl český spisovatel, prezident exilového PEN klubu.

## Život
V roce 1945 maturoval na gymnáziu v Brně, poté začal studovat dějepis a češtinu, ale v r. 1948 byl z politických důvodů vyloučen. V roce 1947 se stal redaktorem Lidové obrody, což byly brněnské katolicky orientované noviny. Redaktorem tam zůstal až do roku 1952, kdy emigroval do Německa.
V Mnichově se ihned zapojil do dění kolem rádia Svobodná Evropa, roku 1954 zde získal doktorát z filosofie. Na Svobodné Evropě a Hlasu Ameriky vedl rozhlasové pořady věnované osobnostem české literatury. Publikoval v celé řadě exilových listů – Proměny, Archa, Nový život atp. Sám založil a redigoval edici Lucernička (1952–1962) a Kamenný erb (1953–1961 a 1971–1976).
V letech 1973–1977 vydal třísvazkové dílo Žaluji, v němž zdokumentoval zvůli a nezákonnosti páchané československou justicí a represívními složkami ve službách komunistického režimu. Jde o jedno ze stěžejních děl v této oblasti.
Po roce 1989 zůstal v Mnichově, ale dojížděl přednášet na universitách v Plzni a v Brně.

## Dílo
- Kniha konvertity, 1948, vydáno ještě před emigrací v Praze, eseje
- Peníz exulantův, 1956, uspořádání a okomentování exilové literatury
- Kniha esejů, 1959
- Poutník neznámých oceánů, 1959
- Kniha setkání, 1962
- Die kommunistische Hochschulpolitik in der Tschechoslowakei. Geschichte und Analyse der Entwicklung bis zur Gegenwart, 1968
- Bibliografie krásné české literatury vydané v exilu (únor 1948–květen 1967), 1968
- Dichter ohne Heimat. Tschechische und slowakische Exilschriftsteller, 1970
- Žaluji (1972–1977)
  - Žaluji 1). Stalinská justice v Československu (Mnichov 1973)
  - Žaluji 2). Vrátit slovo umlčeným (Haarlem 1975)
  - Žaluji 3). Cesta k Sionu (Haarlem 1977)
- Básníci ve stínu šibenice, 1976
- Via dolorosa. Poezie Z. Rotrekla, V. Rence, J. Palivce, 1977
- Abendgespräche mit Luis Trenker, 1980
- Oheň baroka. Kavalíři písně, mystici a asketové v české barokní literatuře (Mnichov 1984, Brno 1991)
- Das Böhmische Barock. Ausgewählte Kapitel aus der tschechischen Kulturgeschichte, Mnichov 1989
- … za ostnatými dráty a minovými poli … Vývojové tendence v české exilové literatuře v l. 1948–68, Mnichov – Brno 1993.